# ヨーナス・ヴィンド
ヨーナス・オルデ・ヴィンド（デンマーク語: Jonas Older Wind、1999年2月7日 - ）は、デンマーク・デンマーク首都地域・ビズオウア出身のサッカー選手。ブンデスリーガ・VfLヴォルフスブルク所属。デンマーク代表。ポジションはFW。

## クラブ経歴
2007年、アヴェデアSAでサッカーを始め、2010年にローゼンホユBKに移った。2011年に12歳ながらユース最優秀選手賞を受賞し、歴代最年少記録となった。
2012年7月にFCコペンハーゲンの下部組織に加入。U-17チームでは2014-15シーズンに9得点、翌シーズンは24試合で28得点を記録しリーグ得点王に輝いた。2016-17シーズンはU-19チームで得点ランキング3位につけた。
2018年2月7日、19歳の誕生日にプロ契約を締結。同月22日、UEFAヨーロッパリーグ 2017-18 決勝トーナメントラウンド32のアトレティコ・マドリード戦で選手初出場を記録した。プロ初得点は同年4月18日のリーグ戦であった。同月26日にクラブの有望な若手に与えられるグラネン賞を受けた。
2019年8月6日に行われたUEFAチャンピオンズリーグ 2019-20 予選のレッドスター・ベオグラード戦ではアントニーン・パネンカが後に彼の名を取ってパネンカと呼ばれるようになったペナルティーキックを決めたスタディオン・ツルヴェナ・ズヴェズダで、ミラン・ボージャン相手にそのパネンカを決めた。この得点によって試合は1-1の引分、もう一戦も90分を終えた時点で1-1の引分となったため、延長戦そしてPK戦に縺れ込み1人目のキッカーとしてPKを決めた。しかし11人を終えた時点で決着がつかず12人目で再びPKを蹴る事となったが、このPKを外してしまい、長い試合の末コペンハーゲンはUEFAヨーロッパリーグ 2019-20 予選へと回った。
2020年8月5日にUEFAヨーロッパリーグ 2019-20 グループリーグ・イスタンブール・バシャクシェヒルFK戦で2得点を決め、UEFAヨーロッパリーグ初得点を記録した。
2022年1月31日、VfLヴォルフスブルクと2026年までの契約を結んだ。

## 代表経歴
2020年10月7日に行われたフェロー諸島代表との親善試合で代表初出場。同年11月11日のスウェーデン代表との親善試合で代表初得点を記録した。

## 家族
父のペル・ヴィンドもデンマーク代表のサッカー選手。

## 個人成績

### クラブ
2022年11月8日現在
| クラブ           | シーズン | リーグ         | リーグ | リーグ | カップ | カップ | 国際大会 | 国際大会 | 通算 | 通算 |
| クラブ           | シーズン | ディビジョン   | 出場   | 得点   | 出場   | 得点   | 出場     | 得点     | 出場 | 得点 |
| ---------------- | -------- | -------------- | ------ | ------ | ------ | ------ | -------- | -------- | ---- | ---- |
| コペンハーゲン   | 2017-18  | スーペルリーガ | 10     | 2      | 0      | 0      | 1        | 0        | 11   | 2    |
| コペンハーゲン   | 2018-19  | スーペルリーガ | 21     | 6      | 1      | 0      | 2        | 0        | 24   | 6    |
| コペンハーゲン   | 2019-20  | スーペルリーガ | 13     | 7      | 0      | 0      | 6        | 3        | 19   | 10   |
| コペンハーゲン   | 2020-21  | スーペルリーガ | 28     | 15     | 1      | 0      | 3        | 2        | 32   | 17   |
| コペンハーゲン   | 2021-22  | スーペルリーガ | 16     | 6      | 1      | 0      | 10       | 5        | 27   | 11   |
| コペンハーゲン   | 通算     | 通算           | 88     | 36     | 3      | 0      | 22       | 10       | 113  | 46   |
| ヴォルフスブルク | 2021-22  | ブンデスリーガ | 14     | 5      | —      | —      | —        | —        | 14   | 5    |
| ヴォルフスブルク | 2022-23  | ブンデスリーガ | 6      | 1      | 1      | 0      | —        | —        | 7    | 1    |
| ヴォルフスブルク | 通算     | 通算           | 20     | 6      | 1      | 0      | —        | —        | 21   | 6    |
| 総通算           | 総通算   | 総通算         | 108    | 42     | 4      | 0      | 22       | 10       | 134  | 52   |

## 代表歴

### 出場大会
- デンマーク代表
  - 2022 FIFAワールドカップ
  - UEFA EURO 2024

### 試合数
- 国際Aマッチ 25試合 8得点（2020年-）[7]

2024年1月1日現在
| デンマーク代表 | 国際Aマッチ | 国際Aマッチ |
| 年             | 出場        | 得点        |
| -------------- | ----------- | ----------- |
| 2020           | 4           | 2           |
| 2021           | 8           | 2           |
| 2022           | 3           | 1           |
| 2023           | 10          | 3           |
| 2024           |             |             |
| 通算           | 25          | 8           |

### 得点
| 得点 | 日時           | 場所               | 相手         | スコア | 結果 | 大会                                             |
| ---- | -------------- | ------------------ | ------------ | ------ | ---- | ------------------------------------------------ |
| 1.   | 2020年11月11日 | ブレンビュベスター | スウェーデン | 1-0    | 2-0  | 親善試合                                         |
| 2.   | 2020年11月18日 | ルーヴェン         | ベルギー     | 1-1    | 2-4  | UEFAネーションズリーグ2020-21・リーグA           |
| 3.   | 2021年3月25日  | テルアビブ         | イスラエル   | 2-0    | 2-0  | 2022 FIFAワールドカップ・ヨーロッパ予選グループF |
| 4.   | 2021年9月4日   | トースハウン       | フェロー諸島 | 1-0    | 1-0  | 2022 FIFAワールドカップ・ヨーロッパ予選グループF |
| 5.   | 2022年6月13日  | コペンハーゲン     | オーストリア | 1-0    | 2-0  | UEFAネーションズリーグ2022-23・リーグA           |

## タイトル
コペンハーゲン
- デンマーク・スーペルリーガ: 2018-19, 2021-22